# ایگور فلورس
ایگور فلورس (اسپانیایی: Igor Flores‎؛ زادهٔ ۵ دسامبر ۱۹۷۳) دوچرخه‌سوار اهل اسپانیا است. وی در مسابقات تور دو فرانس شرکت کرده است.